# Protestas en Benín de 2019
Las protestas en Benín de 2019 fueron un levantamiento popular generalizado y un conflicto postelectoral después de que se prohibiera a la oposición postularse en las elecciones parlamentarias de 2019.

## Antecedentes
Antes de las elecciones, los manifestantes pidieron la eliminación de la nueva ley electoral, sin embargo, una violenta represión sofocó las protestas fácilmente. El 1 de mayo, se anunciaron los resultados de las elecciones, lo que dio lugar a pequeñas protestas y mítines en Cotonú esa noche.

## Eventos
Las tensiones se intensificaron cuando las protestas se convirtieron en disturbios después de que decenas de miles de manifestantes en todo el país arrojaran piedras a los tanques y a las fuerzas armadas, que respondieron con balas de goma, cañones de agua y munición real en Cotonú, Porto-Novo y Parakou, las tres ciudades más grandes. Dos manifestantes fueron asesinados durante los siguientes 10 días de violentas protestas. Luego de que el presidente Patrice Talon condenó a los manifestantes y el levantamiento popular, diciendo que hundirá al país en la guerra, miles salieron a las calles en junio, el resultado, la Policía abrió fuego hiriendo a varios.
Debido a la falta de seguridad durante las manifestaciones, las marchas de los manifestantes terminaron sin previo aviso.

## Galería

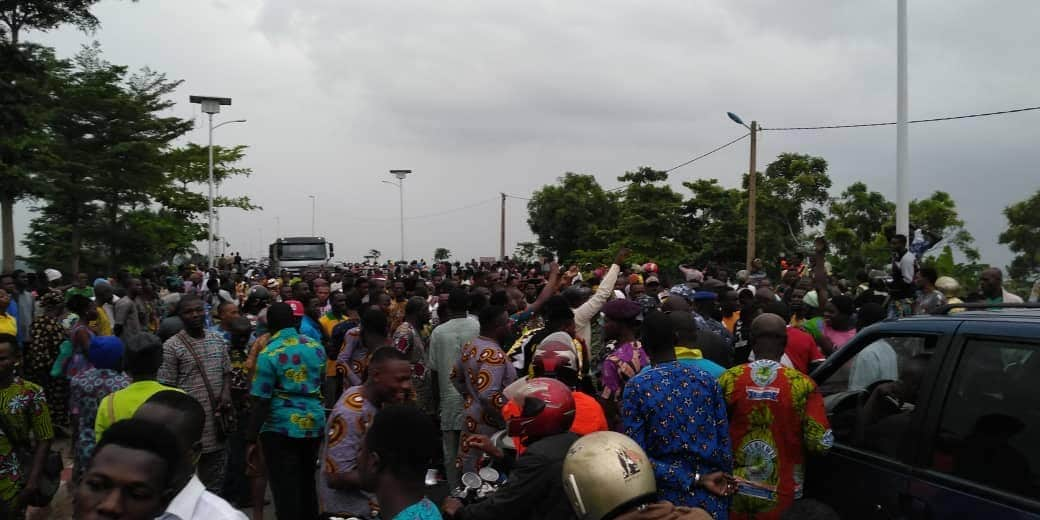
Los manifestantes marchan en el puente de Port-Novo el 25 de febrero
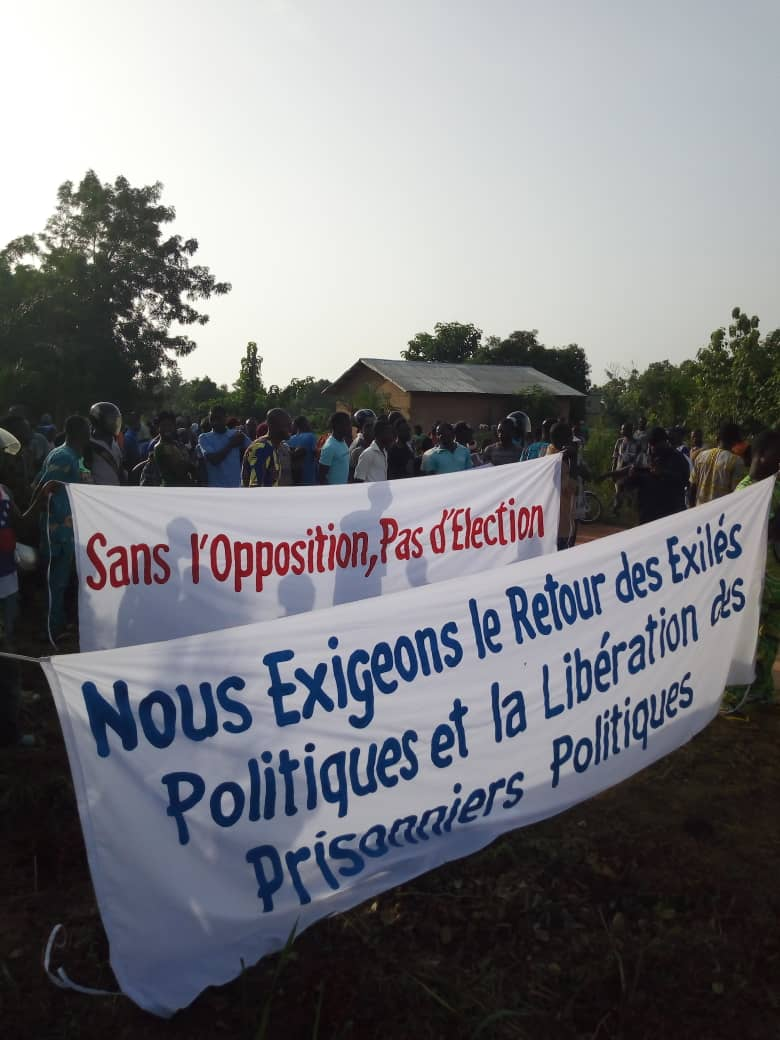
Los manifestantes marchan en Cotonú pidiendo elecciones libres
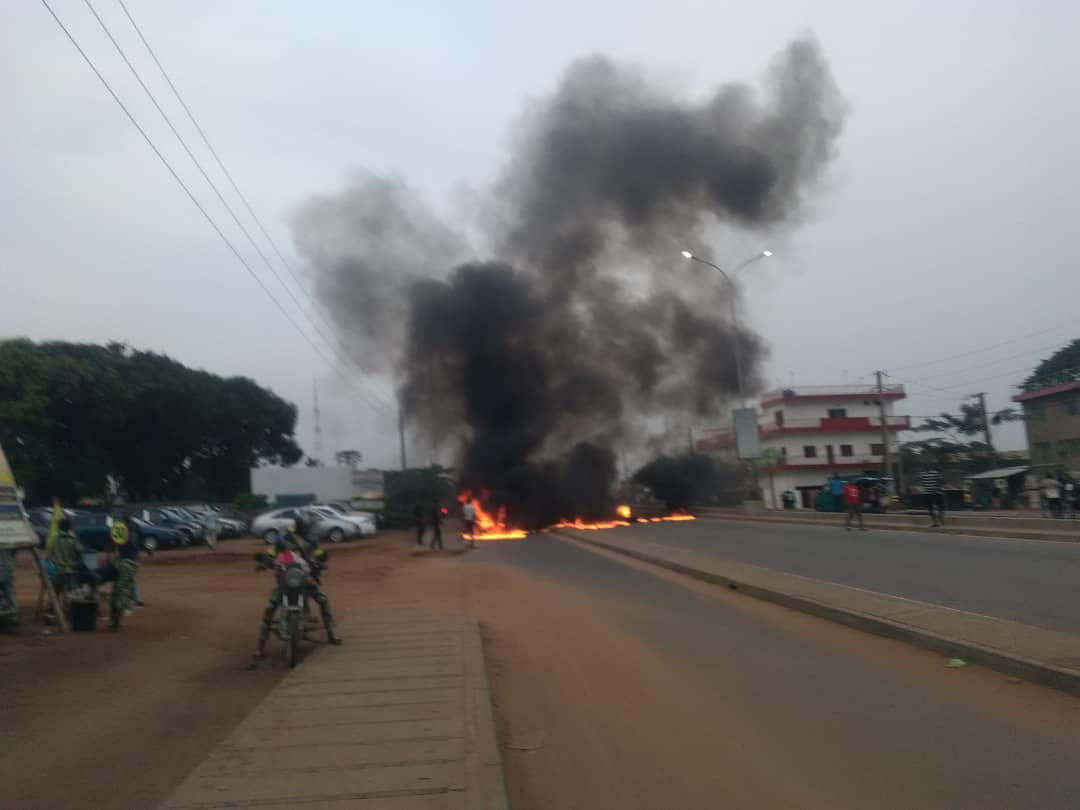
Barricadas hechas cuando los neumáticos se queman en las protestas